# Ковальова Наталія Миколаївна (веслувальниця)
Ковальова Наталія Миколаївна (нар. 14 травня 1992) — українська спортсменка, академічна веслувальниця, чемпіонка Універсіади 2015, чемпіонка і призерка чемпіонатів України.
Навчалась у Херсонському вищому училищі фізичної культури, Херсонському Державному Університеті.

## Спортивна кар'єра
Наталія Ковальова народилася в Херсоні, де і розпочала заняття академічним веслуванням.
Тренери — Олег та Георгій Волощуки.
2010 року посіла друге місце на I юнацьких Олімпійських іграх в одиночках.
- 2011 — VIII місце на молодіжному чемпіонаті світу U-23 в четвірках парних;
- 2012 — VII місце на молодіжному чемпіонаті світу U-23 в четвірках парних;
- 2013 — VI місце на чемпіонаті Європи в четвірках парних; IX місце на молодіжному чемпіонаті світу U-23 в четвірках парних;
- 2014 — V місце на чемпіонаті Європи в вісімках зі стерновим, IX місце на молодіжному чемпіонаті світу U-23 в двійках парних;
- 2015 — V місце на чемпіонаті Європи в четвірках парних; XI місце на чемпіонаті світу в четвірках парних.

6 липня 2015 року на XXVIII Всесвітній літній Універсіаді в Кванджу (Республіка Корея) в складі четвірки розпашної без стернового (Дарина Верхогляд, Наталія Ковальова, Наталія Довгодько, Євгенія Німченко) фінішувала першою у змаганнях з академічного веслування.
- 02016 — XV місце на етапі Кубку світу в одиночках, V місце на другій попередній стадії на чемпіонаті Європи в вісімках зі стерновим;
- 2019 — XV місце на чемпіонаті світу в четвірках розпашних без стернового.